# Phyllocladus trichomanoides
Phyllocladus trichomanoides D.Don (tanekaha) es un árbol conífero nativo de Nueva Zelanda.
Tanekaha es un árbol de bosque de talla mediana que crece una altura de 20 m y puede alcanzar 1 m de diámetro de tronco. Las principales yemas estructurales son verdes por 2-3 años, se vuelven cafés en la medida en que la corteza se engruesa. El follaje es ralo, las hojas son diminutas, tienen forma de escamas, 2-3 mm de largo, y solo son verdes (fotosintéticas) por un corto tiempo, volviéndose pronto cafés.
La mayor parte de la fotosíntesis es desarrollada por pequeñas yemas parecidas a hojas demasiado modificadas llamadas filoclados; estos están dispuestos alternadamente, 10-15, los filoclados romboides, 1,5-2,5 cm de largo. Los conos de la semilla se parecen a bayas, con un arilo blanco carnoso rodeando pero no encerrando completamente a la única semilla.

## Usos económicos
Como el kauri, el tanekaha muda sus ramas inferiores, produciendo un tronco recto y liso y la madera que está libre de nudos es solicitada por su fuerza.  
La corteza es rica en tanino, del cual los maoríes  extraían un tinte rojo.